# 張錦忠
張錦忠（1956年11月9日—），臺灣馬華文學評論家。祖籍廣東潮安，生於英屬馬來亞彭亨州關丹，1981年來臺。臺灣師範大學英語系畢業，國立中山大學外文系碩士，國立臺灣大學外文系博士。1990年起任教於國立中山大學外國語文學系。

## 電影演出
張錦忠曾在2019年廖克發導演的電影《菠蘿蜜》中客串出演一位教授。

## 著作
文學評論
- 《南洋論述──馬華文學與文化屬性》（2003）
- 《關於馬華文學》（2009）
- 《馬來西亞華語語系文學》（2011）
- 《時光如此遙遠：隨筆馬華文學》（2015）
- 《馬華文學批評大系：張錦忠》（2019）
- 《查爾斯河畔的雁聲：隨筆馬華文學II》（2022）

小說
- 《白鳥之幻》（1982）
- 《壁虎》（2019）

詩集
- 《眼前的詩》（1979）
- 《像河那樣他是自己的靜默》（2019）

## 編選書籍
- 《一水天涯：馬華當代小説選》（和黃錦樹、張永修合編）（1998）
- 《重寫馬華文學史論文集》（2004）
- 《別再提起：馬華當代小說選（1997-2003）》（和黃錦樹合編）（2004）
- 《重寫臺灣文學史》（和黃錦樹合編）（2007）
- 《回到马来亚：华马小说70年》（和黃錦樹、莊華興合編）（2008）
- 《離散與家國想像：文學與文化研究集稿》（和李有成合編）（2010）
- 《離散與文化疆界》（和熊婷惠合編）（2010）
- 《故事總要開始：馬華當代小說選（2004-2012）》（和黃錦樹、黃俊麟合編）（2013）
- 《我們留臺那些年》（和黃錦樹、李宗舜合編）（2014）
- 《膠林深處：馬華文學裡的橡膠樹》（和黃錦樹、冰谷、廖宏強合編）（2015）
- 《望鄉牧神之歌：余光中作品評論與研究》（和蘇其康、王儀君合編）（2018）
- 《華語語系與南洋書寫：臺灣與星馬華文文學及文化論集》（和張曉威合編）（2018）
- 《離散、本土與馬華文學論述》（2019）
- 《翻譯研究十二講》（2020）
- 《冷戰、本土化與現代性：《蕉風》研究論文集》（和黃錦樹、李樹枝合編）（2022）
- 《馬華文學與文化讀本》（和黃錦樹、高嘉謙合編）（2022）